# Sailor Moon S (videojuego de 3DO)
Sailor Moon S es un videojuego de lucha lanzado para 3DO el 17 de marzo de 1995, solo en Japón.
- Datos: Q16537890